# Mladecko
Mladecko (deutsch Mladetzko) ist eine Gemeinde im Okres Opava in der Mährisch-Schlesischen Region in Tschechien. Es hat 132 Einwohner.

## Geographie
Der Ort liegt etwa 16 km südwestlich von Opava an der Staatsstraße I/46.
Nachbarorte sind Jakartovice und Bratříkovice im Norden, Litultovice im Nordosten, Dolní Životice im Osten, Moravice im Süden sowie Deštné im Westen.

## Geschichte
Die erste schriftliche Erwähnung des Dorfes mit dem Namen Mladotice stammt aus dem Jahr 1250, als das Dorf als Teil der Herrschaft Stěbořice im Herzogtum Troppau erwähnt wird. Im 15. Jahrhundert verödete der Ort. Nach der Wiederbesiedelung Anfang des 17. Jahrhunderts wurde Ende des 17. Jahrhunderts im Dorf eine Burg errichtet, die jedoch 1772 abgerissen wurde. Das Schloss wird 1711 als ein quadratisches, zweistöckiges Gebäude mit Zimmern im Erdgeschoss, einem Pavillon und einem Saal im ersten Stock beschrieben, aber schon damals wohnten die Besitzer im Herrenhaus, das zum nahe gelegenen Bauernhof gehörte, und das Schloss im Dorf diente eher repräsentativen Zwecken. Zu Beginn des 19. Jahrhunderts wurde im Gebiet von Mladetzko eine neue Burg errichtet.
Nach dem Münchner Abkommen wurde das Dorf 1938 dem Deutschen Reich zugesprochen und gehörte bis 1945 zum Landkreis Troppau. Nach dem Ende des Zweiten Weltkrieges kam Mladecko zur Tschechoslowakei zurück, die meisten der deutschsprachigen Bewohner wurden 1946 vertrieben und das Dorf neu besiedelt. Vom 1. Januar 1979 bis zum 31. August 1990 war das heutige Dorf Mladecko Teil der Gemeinde Litultovice. Mladecko ist seit dem 1. September 1990 eine eigenständige Gemeinde.
| 1869 | 1880 | 1890 | 1900 | 1910 | 1921 | 1930 | 1950 | 1961 | 1970 | 1980 | 1991 | 2001 | 2011 |
| ---- | ---- | ---- | ---- | ---- | ---- | ---- | ---- | ---- | ---- | ---- | ---- | ---- | ---- |
| 352  | 330  | 357  | 415  | 369  | 324  | 319  | 245  | 263  | 234  | 189  | 159  | 164  | 149  |

## Gemeindegliederung
Für die Gemeinde Mladecko sind keine Ortsteile ausgewiesen. Grundsiedlungseinheiten sind Mladecko und Mladecký Dvůr.

## Einrichtungen
Es gibt eine Grundschule mit einer Kantine, eine Filiale der Post, ein Lebensmittelgeschäft und eine Bücherei. Im Dorf gibt es Gas- und Wasserversorgung.

## Sehenswürdigkeiten
- Schloss Mladetzko
- Kapelle St. Joseph – erbaut 1882
- Blockhaus Nr. 44 – ein Blockhaus des ostsudetendeutschen Typs von 1830
- Denkmal für die Befreiung von Mladetzko aus dem Jahr 1955

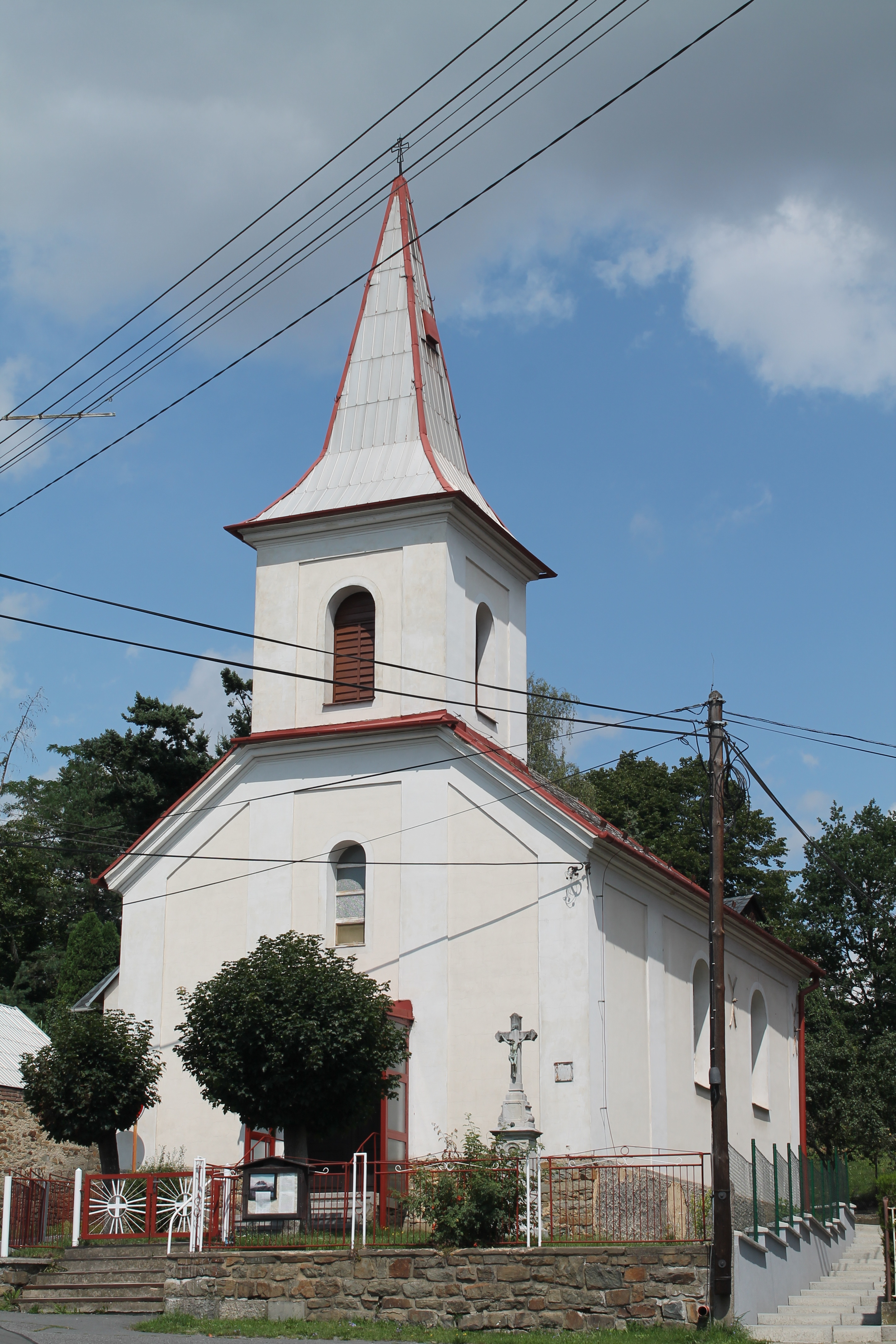
Kapelle St. Joseph
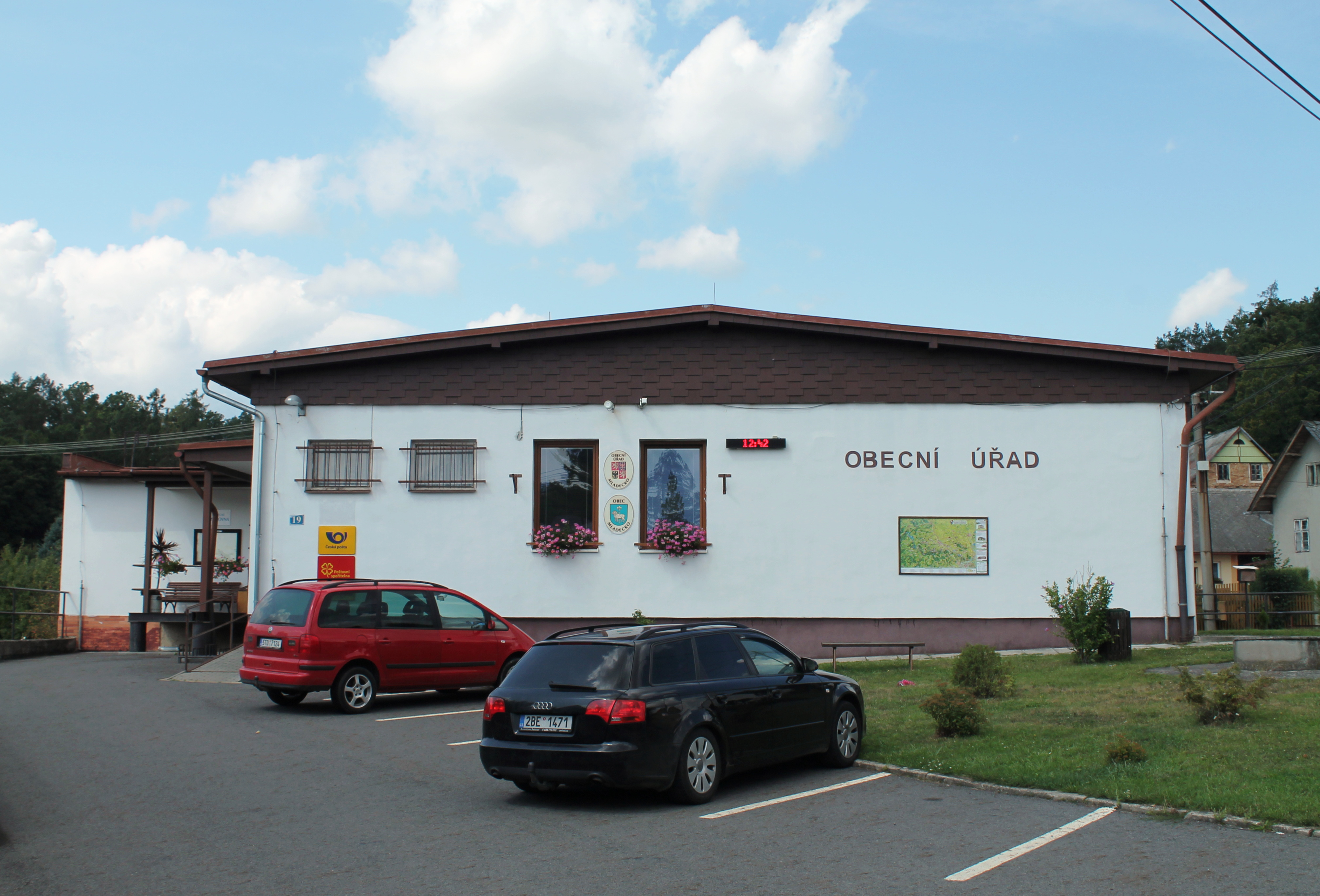
Rathaus
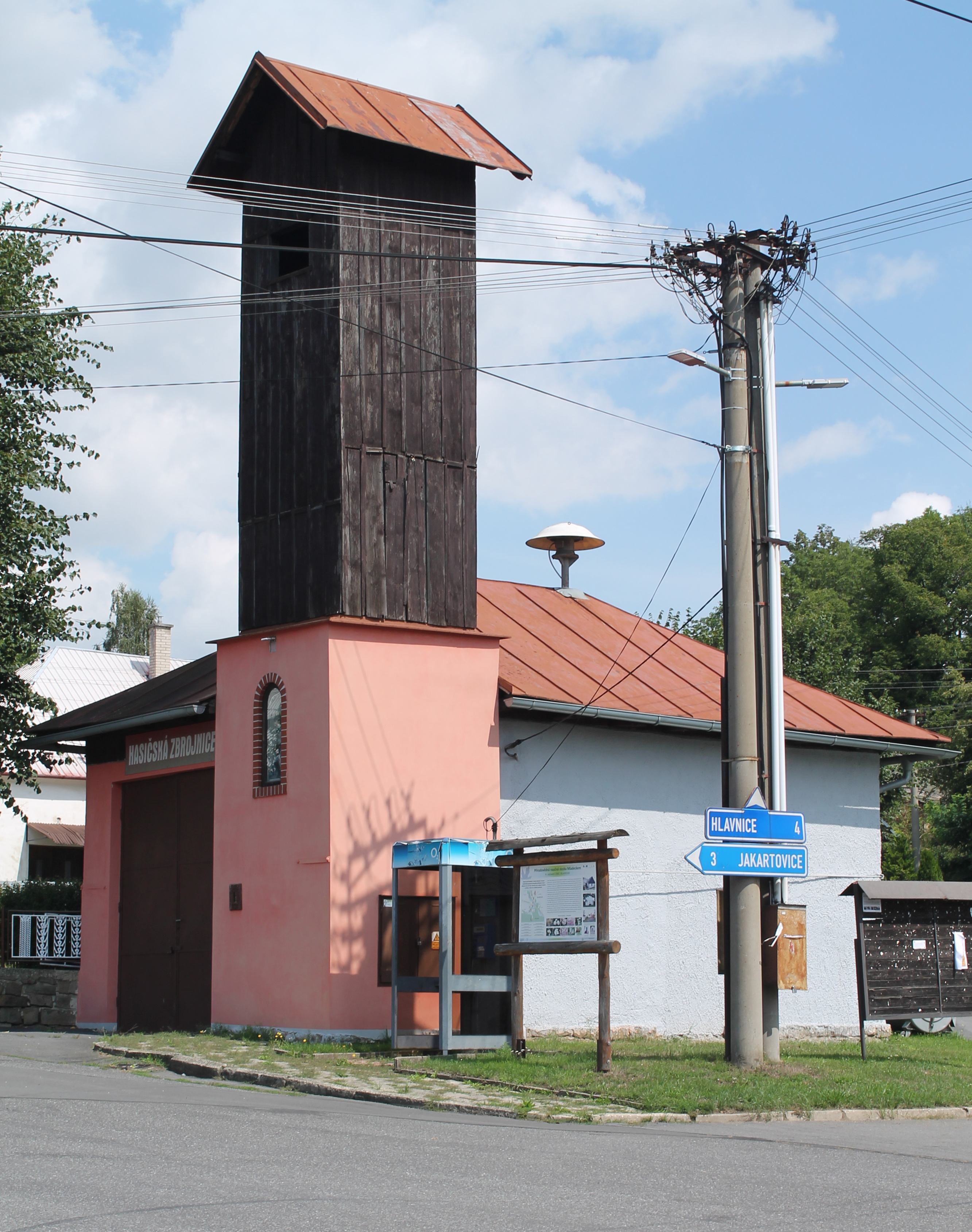
Feuerwehr
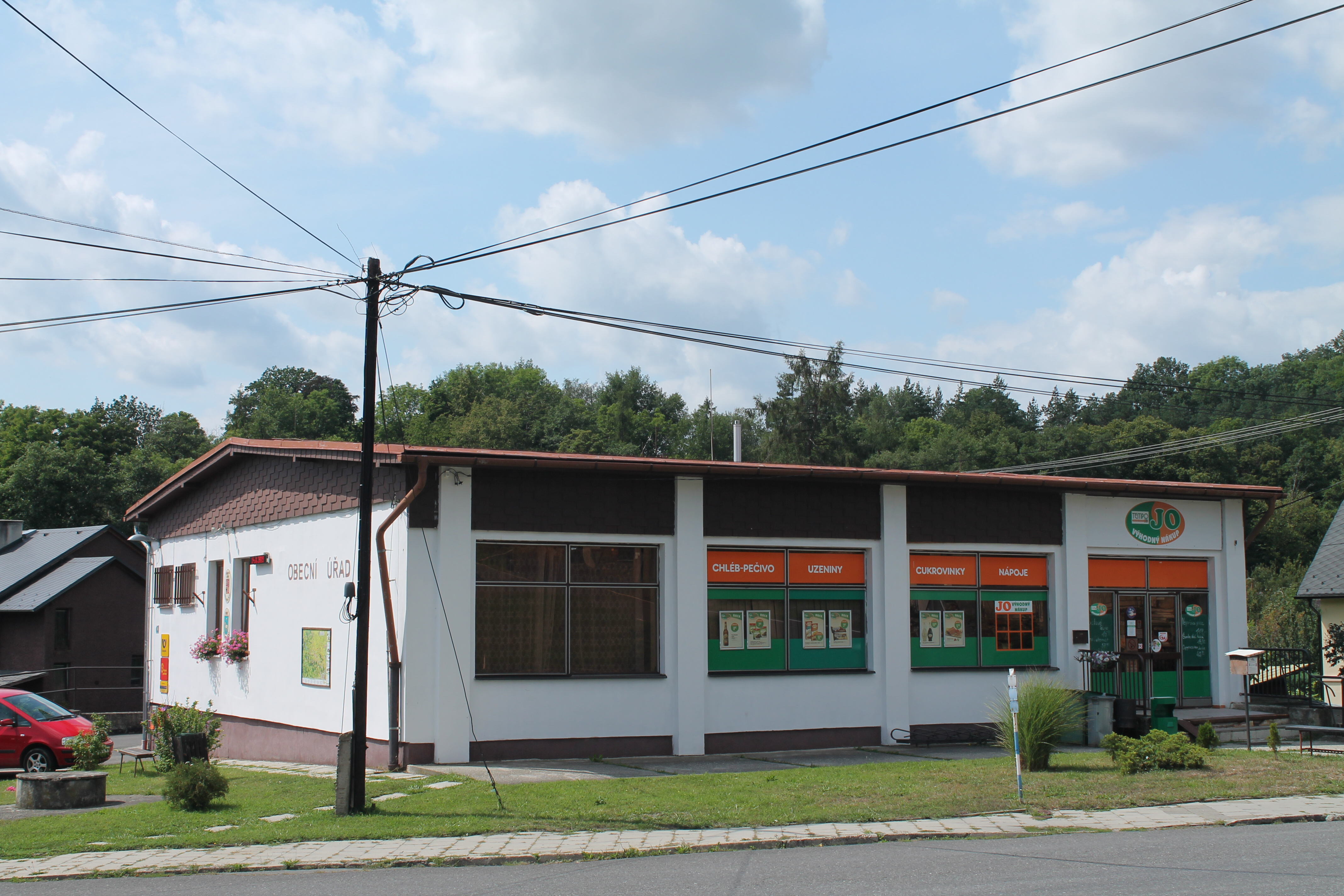
Laden auf dem Dorfplatz
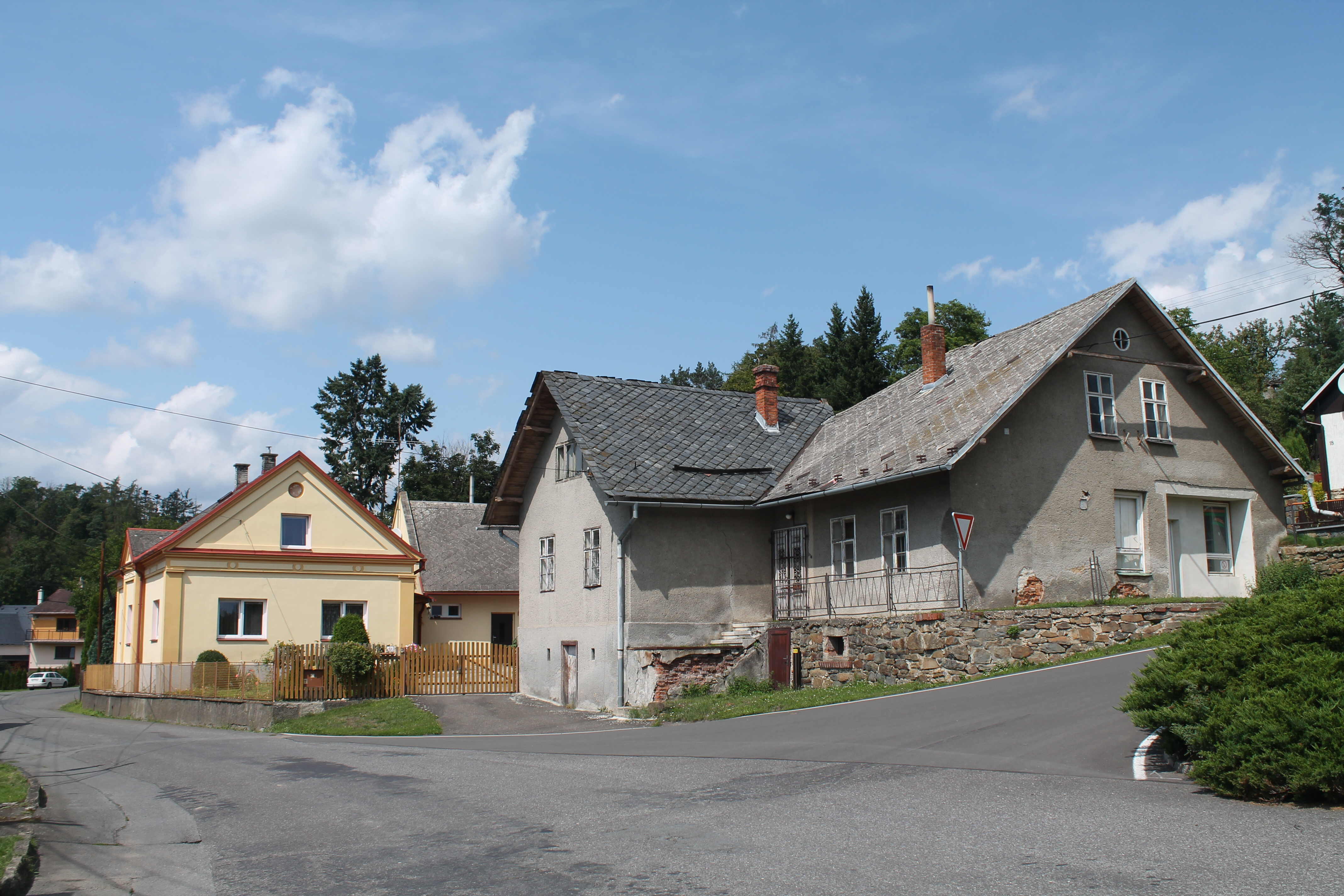
Westlicher Teil des Dorfplatzes
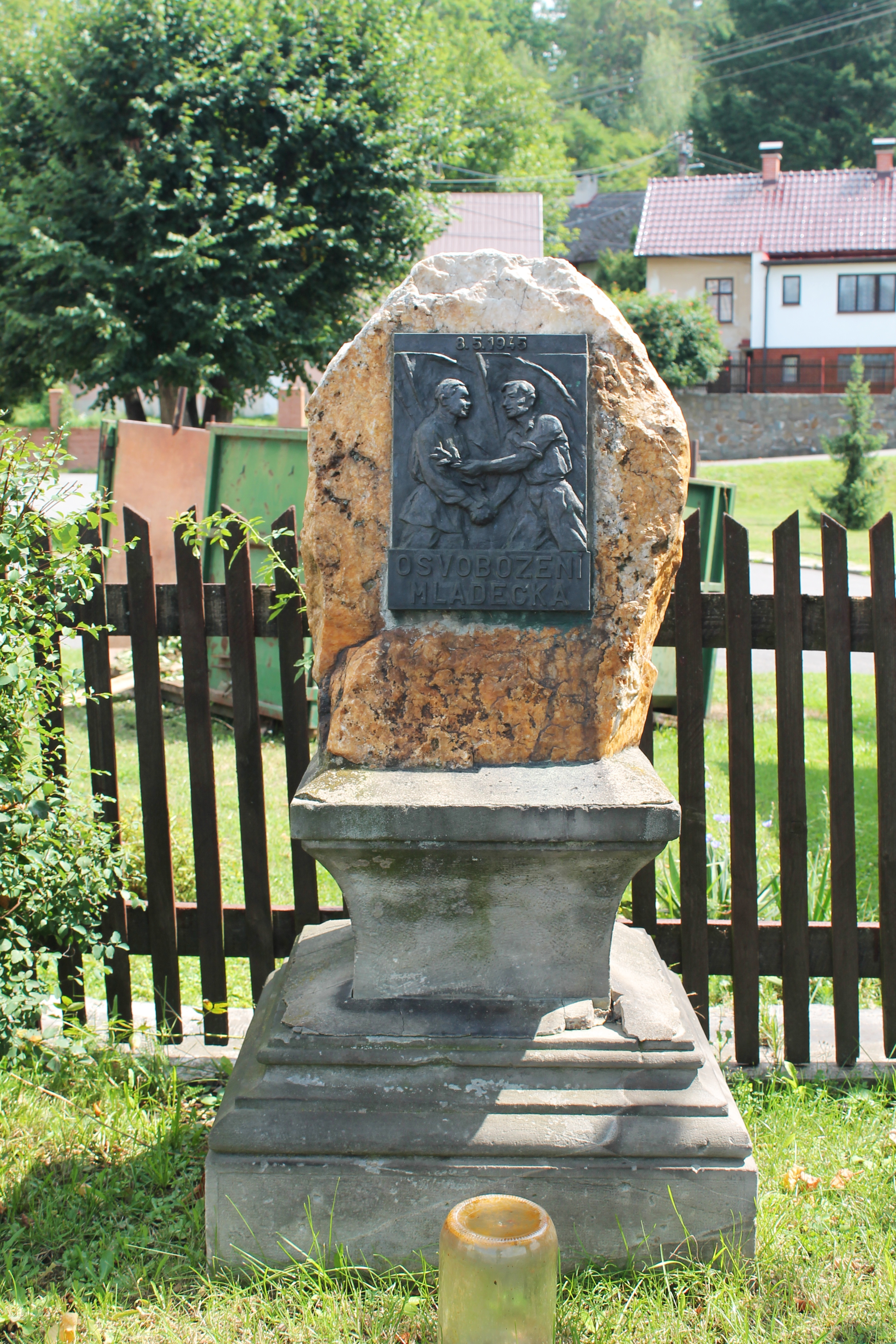
Denkmal für die Befreiung von 1945
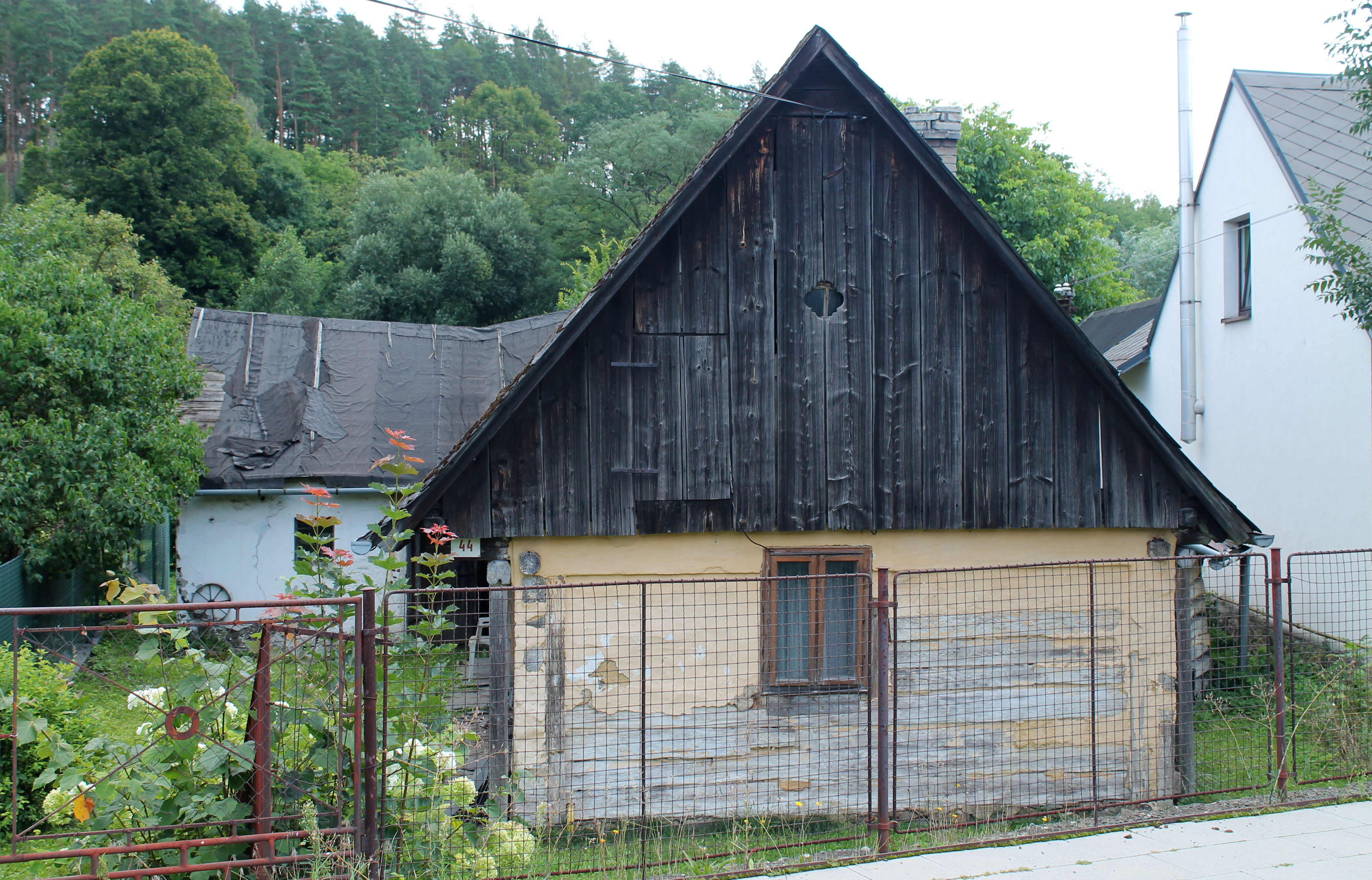
Blockhaus Nr. 44

## Persönlichkeiten
- Hans Sauer (Erfinder) (1923–1996), deutscher Erfinder